# Юферев, Никита Андреевич
Никита Андреевич Юферев (род. 8 октября 1987) — российский оппозиционный политик, депутат муниципального совета МО Смольнинское Санкт-Петербурга. Избран от партии «Яблоко», членом которой являлся с 2016 года. Исключён в 2022 году в результате массовых партийных чисток. Женат, воспитывает двух сыновей.

## Политическая деятельность
В ноябре 2020 года внимание СМИ привлекла замена Юферевым портрета Путина на портрет Пушкина в помещении муниципального Совета. После неоднократных попыток сотрудников местной администрации вернуть портрет Путина на место, Юферев порвал его.
24 февраля 2022 года участвовал в подаче заявки на первый антивоенный митинг в России в связи с вторжением на территорию Украины.
2 марта 2022 года на заседании муниципального совета Юферев вместе с другим депутатом, Дмитрием Балтруковым, внёс предложение обратиться к Владимиру Путину с призывом остановить вторжение на Украину, так как «на карту поставлены судьбы тысяч российских военнослужащих и миллионов украинцев». Депутаты проголосовали в поддержку такого обращения, оно было отправлено.
В августе 2022 Юферев, впечатленный статистикой ООН о большом числе погибших, отправил новое обращение с призывом прекратить вторжение «по гуманитарным соображениям». На него пришёл ответ: «Ваше предложение рассмотрено. Сообщаем, что проводится специальная военная операция по демилитаризации и денацификации».
В сентябре был в числе депутатов округа Смольнинское, принявших решение о призыве к импичменту Владимира Путина за государственную измену. В качестве причин называлось уничтожение боеспособных подразделений ВС РФ, гибель и увечья трудоспособных граждан, ущерб экономике, расширение НАТО, а также оснащение ВСУ современной западной военной техникой, случившееся в результате вторжения. Оценивая риски данного политического акта, Юферев отметил, что «в соответствии с российским законодательством, депутат не может быть привлечен к ответственности за позицию, выраженную при голосовании», несмотря на это, в отношении Юферева был составлен административный протокол за «дискредитацию вооруженных сил» с назначением штрафа в 46 тысяч рублей.
22 октября 2022 года обратился в правоохранительные органы с просьбой привлечь к ответственности заместителя руководителя Администрации Президента Сергея Кириенко по статье 207.3 УК РФ за распространение фейков о российской армии из-за того, что Кириенко публично назвал войну войной. Аналогичный запрос был написан Юферевым и в отношении высказываний Сергея Миронова. 22 декабря 2022 попросил Генпрокуратуру возбудить уголовное дело в отношении Владимира Путина по аналогичному поводу.

## Уголовное преследование
В марте 2024 года против Никиты Юферева было возбуждено уголовное дело по статье 280.3 УК РФ за повторную публичную дискредитацию Вооружённых сил Российской Федерации. Поводом для возбуждения дела стали публикации, сделанные экс-депутатом в социальной сети X (бывший Twitter). В апреле 2024 года Юферев был объявлен в федеральный розыск, а в мае того же года Смольнинский районный суд Санкт-Петербурга заочно избрал ему меру пресечения в виде заключения под стражу. По данным следствия, с сентября 2022 года Юферев постоянно проживает в Сербии.

## Публикации
В августе 2024 года Никита Юферев выпустил книгу «Смольнинское. Приключения дерзких депутатов», в которой подробно описал деятельность муниципального совета округа «Смольнинское» в Санкт-Петербурге. В книге освещаются вопросы борьбы с коррупцией, борьба против «Единой России» и антивоенные инициативы депутатов. Юферев публикует антивоенные статьи в зарубежной прессе, автор издания Die Zeit.